# Чудак (фильм)
Чудак (азерб. Qəribə adam) — советский 2-серийный драматический фильм 1979 года производства киностудии «Азербайджанфильм», снятый по заказу Центрального телевидения СССР, являющиеся экранизацией произведения Назыма Хикмета.

## Синопсис
В основу сюжета фильма вошли духовные вопросы и духовная чистота человека, а также его достоинство. Главный герой — молодой адвокат Вакиль Ахмед получил прозвище «Чудак», за его достоверные и правдивые слова, а также чистоту души. В обществе многие дают и получают взятки, среди них был и Вакиль Ахмед, в результате чего он потерял веру. Благодаря рабочему Салиму, Вакиль Ахмед выходит из тюрьмы. Первые роли в кино Танилы Ахмеровой и Алигулу Самедова. В прокате фильм был удостоен второй категории.

## Создатели фильма

### В ролях
Григоре Григориу — адвокат Вакиль Ахмед
Ирина Мирошниченко — Нихаль
Гасан Турабов — журналист Ариф
Аждар Ибрагимов — Таджир Раджаб
Ильхам Намик Кемаль — Абдуррахман
Танила Ахмерова — Айтен
Шахмар Алекперов — Нуру
Камил Дадашов — Максуд
Абдулла Махмудов — Орхан
Рафик Керимов — Халил
Камиль Гулиев — Камал
Мамед Исмаил — Азиз
Г. Селимов — Селим
Алескер Мамедоглу — Халид
Али Гулиев — Али
Маргарита Малеева — эпизод
Гаджимамед Кафказлы
Ахмад Ахмедов
Мурад Алиев
Н. Дамиров
В. Дашдамиры
Л Байрамов
И. Абдурахманов
A. Динамик
Юсиф Велиев
Эльхан Джафаров — ребёнок
Тофик Тагизаде — алкоголик
Амалия Панахова — Фарида
Афрасияб Мамедов — Филипп
Алигулу Самедов
Сиявуш Шафиев
Сулейман Алескеров
Эльчин Мамедов

### Административная группа
оригинальный текст: Назым Хикмет
авторы сценария и режиссёры -постановщики: Аждар Ибрагимов, Маргарита Малеева
оператор-постановщик: Рафик Гамбаров
художник-постановщик: Рафиз Исмаилов
композитор и дирижёр: Мурад Кайлаев
второй режиссер: Рамиз Алиев
второй оператор: Немат Рзаев
звукооператор: Владимир Савин
художник по костюмам: Рафиз Исмаилов
художник-гримёр: В. Арапов
монтажёр-постановщица: Рафига Ибрагимова
режиссёр-практикант: Рауф Нагиев
оператор комбинированных съёмок: Хамза Ахмедоглу
художник комбинированных съёмок: Геннадий Тищенко
ассистенты режиссёра Г. Салимов, Надир Азмамедов, Маариф Магеррамбейли
ассистентка монтажёрки-постановщицы: Р. Исрафилова
ассистент художника: Ю. Киршнер
ассистент оператора: Айдын Мустафаев
светотехник Наталья Кудовская
администраторы съёмочной группы: Айдын Имрани, С. Гулиев, Ариф Сафаров
редактор: Надежда Исмаилова
авторы текста песен: Наби Хазри, Илья Резник, М. Подберёзский
в фильме поют: Зейнаб Ханларова, Леонид Серебренников, Лариса Долина
директор фильма: Геннадий Лапшук